# Vårmätare
Vårmätare (Epirranthis diversata) är en fjärilsart som beskrevs av Ignaz Schiffermüller 1775. Vårmätare ingår i släktet Epirranthis och familjen mätare. Arten är reproducerande i Sverige. Inga underarter finns listade i Catalogue of Life.

## Bildgalleri

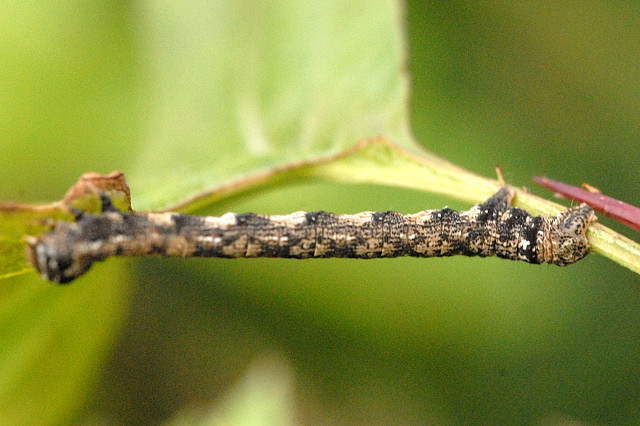